# Суховых, Лев Александрович
Лев Александрович Суховых (28 октября 1884, Ташкент — после 1918) — эсер-террорист, делегат Всероссийского учредительного собрания.

## Биография
Лев Суховых родился 28 октября 1884 года в Ташкенте в дворянской семье контролера Госбанка, статского советника Александра Суховых. Окончив Кишинёвское реальное училище, Константин учился в Киевском политехническом институте. Он был впервые арестован в 1905 году за хранение нелегальной (революционной) литературы. На тот момент он был членом партии социалистов-революционеров (ПСР).
В 1908 году Лев Суховых стал член Боевой организации партии эсеров. Он являлся организатором «экспроприации» казначейства в Чарджуе (современное название — Туркменабад), совершенного в том же году. 17 октября 1908 года в результате массовых арестов в Ташкенте и других городах России (46 человек) была выявлена дальнейшая судьба похищенных денег: помощник присяжного поверенного в Ташкенте Иван Чарковский, «из ограбленных в Чарджуе денег» перевёл 6200 рублей в Киев на имя эсерки Елены Крыжицкой, передавшей их жене Василия Иванова, а последняя перевела эти деньги в Париж уже на своё имя. Кроме того Чарковский перевёл ещё 10 тысяч рублей в Одессу на имя торгового дома братьев Зензиновых, откуда эта сумма послана была в Москву той же фирме, а затем опять же переведена в Париж на имя «какого-то доктора Тафта».
Как и его брат Константин, Лев Суховых был избран делегатом Учредительного собрания по Бессарабскому округу (список № 2 — эсеры). О его дальнейшей судьбе — как в период Гражданской войны, так и после нее — сведений на сегодня нет.

## Семья
Брат: Константин Александрович Суховых (род. 1881) — литератор, также эсер и делегат Всероссийского учредительного собрания.